# Gáldar Fútbol Sala
El Gáldar Fútbol Sala (denominado por razones de patrocinio Gran Canaria Fútbol Sala) es un equipo profesional español de fútbol sala de Gran Canaria. Fue fundado en 1986.
Desde la temporada 2012/13, su primer equipo disputa sus partidos como local en el Centro Insular de Deportes de Las Palmas de Gran Canaria. Anteriormente lo hacía en el Polideportivo Juan Vega Mateos del municipio de Gáldar, donde continúan haciéndolo su equipo filial y cantera. Participa en la Segunda División B del CNFS.

## Temporadas
| Temporada | Nivel | División       | Posición | Copa de España/Copa del Rey |
| --------- | ----- | -------------- | -------- | --------------------------- |
| 1989-90   |       |                |          | -                           |
| 1990-91   | 3     | 1.ª Nacional B |          | -                           |
| 1991-92   | 2     | 1.ª Nacional A | 6.º      | -                           |
| 1992-93   | 2     | 1.ª Nacional A | 1.º      | -                           |
| 1993-94   | 1     | Div. Honor     | 9.º      | -                           |
| 1994-95   | 2     | Div. Plata     | 4.º      | -                           |
| 1995-96   | 2     | Div. Plata     | 1.º      | -                           |
| 1996-97   | 2     | Div. Plata     | 7.º      | -                           |
| 1997-98   | 2     | Div. Plata     | 2.º      | -                           |
| 1998-99   | 2     | Div. Plata     | 3.º      | -                           |
| 1999-00   | 2     | Div. Plata     | 2.º      | -                           |
| 2000-01   | 2     | Div. Plata     | 2.º      | -                           |
| 2001-02   | 2     | Div. Plata     | 6.º      | -                           |
| 2002-03   | 2     | Div. Plata     | 5.º      | -                           |
| 2003-04   | 2     | Div. Plata     | 2.º      | -                           |
| 2004-05   | 2     | Div. Plata     | 2.º      | -                           |
| 2005-06   | 2     | Div. Plata     | 1.º      | -                           |
| 2006-07   | 2     | Div. Plata     | 5.º      | -                           |
| 2007-08   | 2     | Div. Plata     | 5.º      | -                           |
| 2008-09   | 2     | Div. Plata     | 10.º     | -                           |
| 2009-10   | 2     | Div. Plata     | 5.º      | -                           |
| 2010-11   | 2     | Div. Plata     | 4.º      | Segunda ronda               |
| 2011-12   | 2     | 2.ª División   | 5.º      | Octavos de final            |
| 2012-13   | 1     | 1.ª División   | 13.º     | -                           |
| 2013-14   | 1     | 1.ª División   | 15.º     | -                           |
| 2014-15   | 2     | 2.ª División   | 7.º      | -                           |
| 2015-16   | 2     | 2.ª División   | 7.º      | Dieciseisavos de final      |
| 2016-17   | 1     | 1.ª División   | 13.º     | Cuartos de final            |
| 2017-18   | 1     | 1.ª División   | 16.º     | Octavos de final            |
| 2018-19   | 2     | 2.ª División   | 15.º     | Dieciseisavos de final      |

| Temporada | Nivel | División       | Posición | Copa de España/Copa del Rey |
| --------- | ----- | -------------- | -------- | --------------------------- |
| 2019-20   | 3     | 2.ª División B | 1.º      | -                           |
| 2020-21   | 3     | 2.ª División B | 1.º      | Tercera ronda               |
| 2021-22   | 3     | 2.ª División B | 1.º      | Dieciseisavos de final      |
| 2022-23   | 2     | 2.ª División   | 16.º     | Dieciseisavos de final      |
| 2023-24   | 3     | 2.ª División B | 1.º      | Trentaidosavos de final     |
| 2024-25   | 3     | 2.ª División B | 1.º      | Tercera ronda               |

- Ascenso.
- Descenso.

### Datos del club
- Temporadas en 1.ª División: 5
- Temporadas en 2.ª División: 22
- Temporadas en 2.ª División B: 7 (incluye la 24/25)
- Temporadas en 3.ª División: 1

## Palmarés

### Torneos nacionales
- Segunda División (2): 1995-96, 2005-06
  - Subcampeón de la Segunda División (4): 1997-98, 1999-00, 2000-01, 2003-04, 2004-05
- Segunda División B (6): 1992-93, 2019-20, 2020-21, 2021-22, 2023-24, 2024-25

### Torneos regionales
- Copa Senior FIFLP de Gran Canaria (1): 2024[1]
- Copa Tomás Alcántara (1): 2025[2][3]